# Людвиг Гюнтер Нассауский
Людвиг Гюнтер Нассауский (нем. Ludwig Günther von Nassau; 15 февраля 1575, Дилленбург — 12 сентября 1604, у Слёйса) — принц Нассауский, генерал-лейтенант кавалерии нидерландской армии в Нидерландскую революцию, граф Нассау-Катценельнбогена.

## Биография
Людвиг Гюнтер — самый младший из сыновей графа Иоганна VI Нассауского и его супруги Елизаветы Лейхтенбергской (1537—1579).
Как и многие из его братьев, Людвиг Гюнтер с кузеном Морицем Оранским на стороне Генеральных штатов. Ещё в 1596 году он добровольцем участвовал в захвате Кадиса, а до этого он собирался поехать на английском корабле в Южную Америку, чтобы там бороться с испанцами. Кузен присвоил Людвигу Гюнтеру в 1600 году звание генерал-лейтенанта. Отличился в битве у Ньивпорта, затем участвовал во взятии Вахтендонка. В 1602 году участвовал в походе на Люксембург. В 1604 году участвовал в осаде Слёйса, где подхватил лихорадку и умер.
Граф Людвиг Гюнтер в 1601 году женился на графине Анне Маргарите Мандершейд-Герольштейнской (1575—1606), дочери графа Иоганна Герхарда Мандершейд-Герольштейнского и вдовы Вириха VI Даун-Фалькенштейнского. В браке детей не было.